# Lawrence Hogan

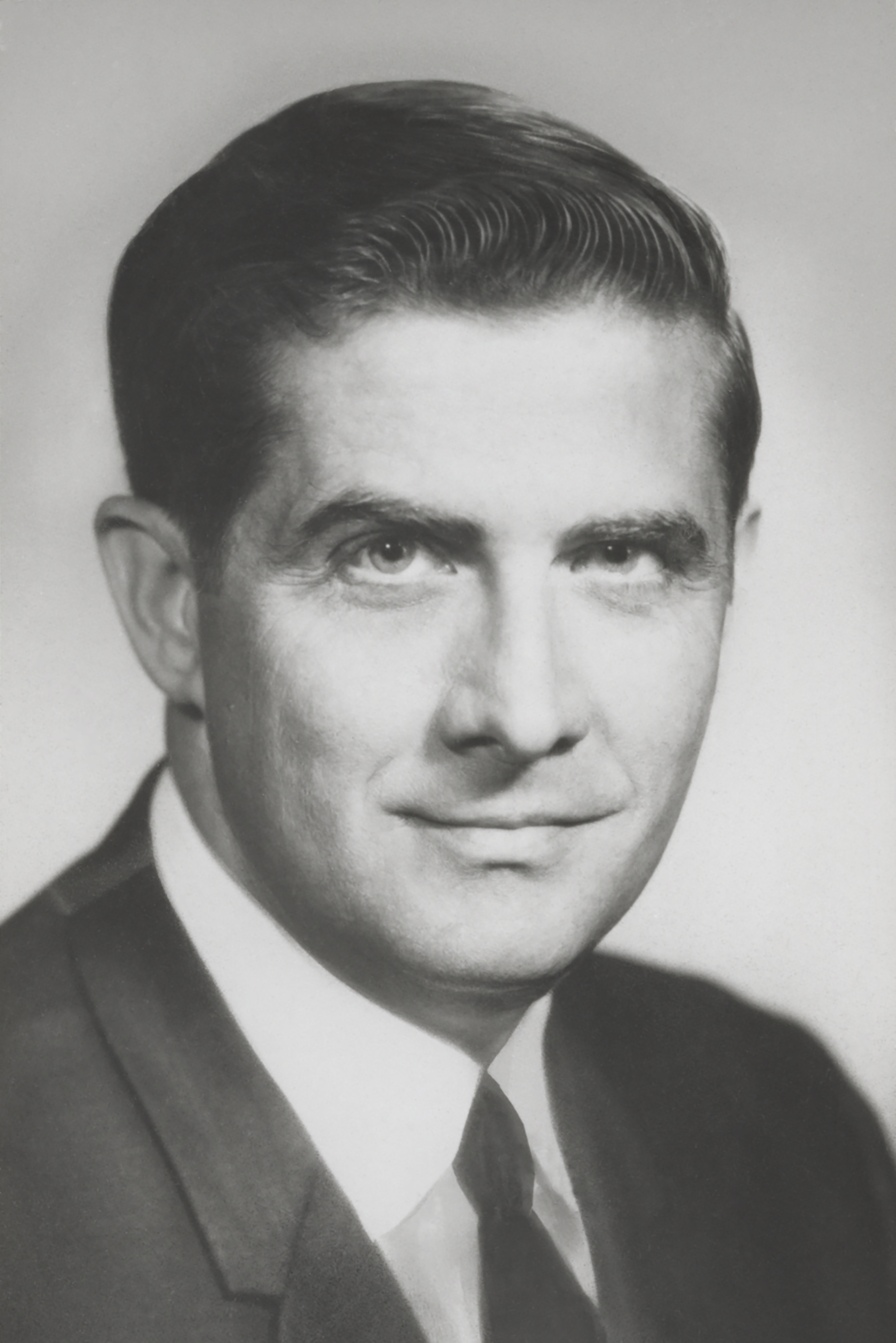
Lawrence Hogan

Lawrence Joseph Hogan (* 30. September 1928 in Boston, Massachusetts; † 20. April 2017 in Annapolis, Maryland) war ein US-amerikanischer Politiker. Zwischen 1969 und 1975 vertrat er den Bundesstaat Maryland im US-Repräsentantenhaus.

## Werdegang
Lawrence Hogan besuchte bis 1946 die Gonzaga High School in Washington, D.C. Danach studierte er bis 1954 an der Georgetown University unter anderem Jura. Nach seiner 1954 erfolgten Zulassung als Rechtsanwalt begann er in diesem Beruf zu arbeiten. Außerdem setzte er seine eigene Ausbildung mit verschiedenen Studiengängen an der American University, dem San Francisco State College und der University of Maryland fort. Von 1960 bis 1968 gehörte Hogan der juristischen Fakultät der University of Maryland an. Neben seinen Studien arbeitete er von 1948 bis 1958 für das FBI. In den Jahren 1967 und 1968 war Hogan Mitglied einer Kommission des Gouverneurs zur Umsetzung der Staatsgesetze. Zwischen 1964 und 1980 sowie nochmals im Jahr 1988 war er Delegierter zu den jeweiligen Republican National Conventions.
Bei den Kongresswahlen des Jahres 1968 wurde Hogan im fünften Wahlbezirk von Maryland in das US-Repräsentantenhaus in Washington gewählt, wo er am 3. Januar 1969 die Nachfolge von Hervey Machen antrat. Nach zwei Wiederwahlen konnte er bis zum 3. Januar 1975 drei Legislaturperioden im Kongress absolvieren. Diese waren in den Jahren 1973 und 1974 von den Ereignissen der Watergate-Affäre überschattet. Außerdem endete damals der Vietnamkrieg.
1974 verzichtete Hogan auf eine erneute Kandidatur. Stattdessen strebte er erfolglos die Nominierung seiner Partei für die Gouverneurswahlen in Maryland an. In den Jahren 1977 und 1978 war er Vizepräsident und Berater der Vereinigung Associated Builders and Contractors in der Bundeshauptstadt Washington. Von 1978 bis 1982 war er Bezirksrat im Prince George’s County. Im Jahr 1982 kandidierte er erfolglos für den US-Senat. Danach arbeitete er als Makler. Seinen Lebensabend verbringt Hogan in Frederick. Hogan war verheiratet. Sein ältester Sohn ist der Politiker und Unternehmer Lawrence J. Hogan, der im November 2014 zum Gouverneur von Maryland gewählt wurde.